# Novela TV
Novela TV – polskojęzyczna stacja telewizyjna adresowana do kobiet w różnym przedziale wiekowym, dostępna drogą satelitarną oraz za pośrednictwem sieci kablowych. Na antenie kanału można zobaczyć głównie telenowele, seriale i filmy. Nadaje przez 24 godziny na dobę. 
Kanał jest dostępny tylko w systemie DVB-S2. Od 5 grudnia 2012 roku stacja nadaje także w jakości HD (Novela TV HD). Twórcą koncepcji programowej i dyrektorem programowym stacji był David Podhajski (jednocześnie dyrektor programowy kanału Polonia 1).
Konkurencyjną stacją Novela TV była dawniej Zone Romantica, zaś teraz stanowi Novelas+.

## Oferta programowa[4]
- Anita
- Dom po sąsiedzku
- Królowa Południa
- Moje trzy siostry
- Na straży miłości
- Pieska miłość
- Strumień namiętności
- Bananowa młodzież
- Ktoś Cię obserwuje
- Talizman
- Wytańczyć marzenia
- Wola życia
- Prawo do narodzin
- Czarna perła
- Rozgrywki wyższych sfer
- Celeste
- Stelina
- Ty albo nikt
- Kochać to za mało[5]
- Wieczna miłość[6]